# Josef Hons
Josef Hons (16. října 1907 Kutná Hora – 26. února 2001 Praha) byl český vysokoškolský pedagog, spisovatel, básník, publicista.

## Život
Josef Hons se narodil v Kutné Hoře jako syn pekaře. Maturoval na reálném gymnáziu v roce 1925 a odešel do Prahy, kde na Českém vysokém učení v Praze roku 1931 absolvoval obor stavba a údržba drah. Roku 1935 nastoupil k ČSD, složil zkoušky na výpravčího. ale pak se na odboru pro udržování dráhy v Praze věnoval své profesi. Již od počátku třicátých let přispíval do „Volnosti” a dalších periodik. Začátek protektorátu prožil Josef Hons jako dopravní referent na Generálním ředitelství stavby dálnic v Praze. V letech 1943–1945 byl zaměstnancem Ředitelství drah v Praze. Toto profesní spojení a podpora ministerstva železnic mu dovolily v letech 1944 a 1945 strávit několik týdnů v rakouském Krumbachu, kde byl za války uložen vídeňský železniční archiv, a zde získal základy pro svá díla.
Po roce 1945 pracoval na ministerstvu dopravy, od roku 1957 až do odchodu do důchodu byl zprvu docentem, později profesorem na Vysoké školy železniční v Praze, po jejím přestěhování pak Vysoké školy dopravní v Žilině. Dále psal odborné články, skripta pro studenty, pohádky pro děti a knihy pro mládež. Za svou životní literární tvorbu oblasti historie techniky byl roku 1979 jmenován čestným členem Společnosti pro dějiny věd a techniky Čs. akademie věd.

## Dílo
- Pojďte s námi měřit zeměkouli (1942)
- Pohádky silnic, mostů a tratí (1944)
- Až na obzor (1944)
- Velká cesta – čtení o dráze olomoucko-pražské (1947)
  - Druhé vydání: Mladá Fronta, 2007, 309 stran, ISBN 978-80-204-1597-4
- Život a dílo Jana Pernera (1954)
- "Zelená, nasedat!" (1958)
- Šťastnou cestou : Vyprávění o pražských nádražích (1961)
- Když měřičkové, rybníkáři a trhani krajem táhli (1961)
- A štafeta běží dál (1967)
- Tajemství mysu Wardenclyff (1972)
- Souboj s prérií : Velké železnice světa (1972)
- Dějiny dopravy na území ČSSR (1975)
- Velké železnice světa : Džunglí a tajgou (1978)
- Stavíme svět, Albatros, 1983
- Horské dráhy světa, Nakladatelství dopravy a spojů, 1985
- Velké mosty světa (1995) ISBN 80-7187-002-1
- Čtení o Severní dráze Ferdinandově, 1990, ISBN 80-7030-094-9